# Rodrigo Fernández Cedrés
Rodrigo Fernández Cedrés (Montevideo, Uruguay, 3 de enero de 1996) es un futbolista profesional uruguayo que juega como centrocampista, y su club actual es el Club Atlético Independiente, de la Primera División de Argentina. 

## Trayectoria
Dio sus primeros pasos en Córcega, un club de baby fútbol de Carrasco. Lo dejó al irse a vivir a Estados Unidos, consecuencia del trabajo de su padre. Fue entonces cuando Rodrigo Fernández, Uruguayo de 26 años, se mudó a Miami, pero no abandonó su pasión por el fútbol y defendió tres años a East Broward United.
Tuvo la opción de quedarse en Estados Unidos con una beca, pero el padre regresó al país por el mismo motivo por el que se marchó y su hijo se calzó un nuevo dorsal tras ser pretendido por Danubio
Fue a un campeonato en Disney y estaba el presidente de las juveniles (Daniel Lindner). Lo vio y le dijo que cuando volviera a Uruguay fuera al club.”

### Danubio Fútbol Club
Rodrigo se bajó del avión con 10 años y lo primero que hizo en materia futbolística fue ir al club y sumarse a AUFI. El equipo que sería su casa durante los próximos 12 años. Jugó 64 partidos oficiales.
Nacido en Montevideo, Fernández se graduó en la cantera de Danubio y se unió a sus canteras en 2009.
Debutó en el primer equipo el 3 de septiembre de 2016, en la Primera División de Uruguay, como titular en la derrota por 2 a 1 ante el Rampla Juniors. El 9 de agosto siguiente, tras consolidarse como titular, renovó contrato con el club.

### Club Guaraní
El 17 de diciembre de 2018, se mudó al exterior y fichó por el Guaraní de la Primera División de Paraguay, cedido por un año. Marcó su primer gol profesional el 4 de octubre de 2019, anotando el gol de empate en un 1 a 1 ante Libertad.
En noviembre de 2019, Fernández manifestó su interés en permanecer en el club para la siguiente temporada, y Guaraní anunció en diciembre su fichaje definitivo hasta 2022, tras la compra del 50% de su pase.
Disputó 112 partidos con Guaraní, registró 6 goles y fue subcampeón de la Copa Paraguay 2019, el Clausura 2020 y el Clausura 2021

### Santos F.C.
El 27 de marzo de 2022, Fernández fichó a préstamo por el Santos F.C. hasta final del año, con una cláusula de opción de compra. Hizo su debut el 5 de abril, ante el Banfield, por la Copa Sudamericana, en una derrota por 1 a 0.
Anotó su primer gol con el Peixe el 12 de mayo de 2022, anotando el tercer gol de su equipo en la victoria por 3 a 0 en la Copa do Brasil sobre el Coritiba.
El club de Vila Belmiro anunció la noticia a través de su web oficial, informando que "Santos FC ejerció el derecho de compra permanente del mediocampista Rodrigo Fernández. El uruguayo estaba cedido hasta finales de diciembre de este año y pertenecía al Guaraní, de Paraguay, quien fue notificado la noche de ayer lunes 5. El contrato se extiende hasta fines de 2025.
El presidente de la entidad santista, Andrés Rueda, dijo que “Rodrigo fue uno de los jugadores principales en 2022 y no podíamos dejar de hacer el esfuerzo para mantenerlo en nuestro club. Es joven y tiene mucha determinación en el campo, se convirtió en el favorito de nuestra afición. Con la compra definitiva podemos considerarlo como un gran refuerzo para las próximas temporadas
Rodrigo Fernández, que llegó a Santos a fines de marzo de este año, fue uno de los líderes de recuperaciones en el último Campeonato Brasileño. El centrocampista defensivo disputó 38 partidos con el Peixe, marcó un gol y estuvo en la órbita de Peñarol.

### Newell's Old Boys
El mediocampista de 28 años se sumó al plantel de Mauricio Larriera. Llegando a préstamo por un año desde Santos de Brasil, sin cargo y con opción de compra. jugó 31 partidos entre mayo y diciembre con la camiseta del Leproso.
Desde la dirigencia habían tomado la decisión de comprar el pase a Santos de Brasil valuado en algo más de un millón de dólares, pero la llegada de Mariano Soso frenó la operación, y el uruguayo tomó la drástica decisión de no jugar más en Newell’s.

## Estadísticas

### Clubes
Actualizado hasta su último partido disputado el 9 de agosto de 2025.
| Club                              | Div.          | Temporada     | Liga  | Liga  | Copas nacionales | Copas nacionales | Torneos internacionales | Torneos internacionales | Total | Total |
| Club                              | Div.          | Temporada     | Part. | Goles | Part.            | Goles            | Part.                   | Goles                   | Part. | Goles |
| --------------------------------- | ------------- | ------------- | ----- | ----- | ---------------- | ---------------- | ----------------------- | ----------------------- | ----- | ----- |
| Danubio F. C. · Uruguay           | 1.ª           | 2016          | 9     | 0     | —                | —                | —                       | —                       | 9     | 0     |
| Danubio F. C. · Uruguay           | 1.ª           | 2017          | 22    | 0     | —                | —                | 1                       | 0                       | 23    | 0     |
| Danubio F. C. · Uruguay           | 1.ª           | 2018          | 30    | 0     | —                | —                | 2                       | 0                       | 32    | 0     |
| Danubio F. C. · Uruguay           | Total club    | Total club    | 61    | 0     | 0                | 0                | 3                       | 0                       | 64    | 0     |
| Club Guaraní Paraguay             | 1.ª           | 2019          | 38    | 1     | —                | —                | 1                       | 0                       | 39    | 1     |
| Club Guaraní Paraguay             | 1.ª           | 2020          | 23    | 3     | —                | —                | 8                       | 0                       | 31    | 3     |
| Club Guaraní Paraguay             | 1.ª           | 2021          | 27    | 2     | —                | —                | 3                       | 0                       | 30    | 2     |
| Club Guaraní Paraguay             | 1.ª           | 2022          | 6     | 0     | —                | —                | 2                       | 0                       | 8     | 0     |
| Club Guaraní Paraguay             | Total club    | Total club    | 94    | 6     | 0                | 0                | 14                      | 0                       | 108   | 6     |
| Santos F. C. · Brasil             | 1.ª           | 2022          | 29    | 0     | 4                | 1                | 5                       | 0                       | 38    | 1     |
| Santos F. C. · Brasil             | 1.ª           | 2023          | 30    | 1     | 11               | 0                | 4                       | 0                       | 45    | 1     |
| Santos F. C. · Brasil             | Total club    | Total club    | 59    | 1     | 15               | 1                | 9                       | 0                       | 83    | 2     |
| C. A. Newell's Old Boys Argentina | 1.ª           | 2024          | 17    | 0     | 14               | 0                | —                       | —                       | 31    | 0     |
| C. A. Newell's Old Boys Argentina | Total club    | Total club    | 17    | 0     | 14               | 0                | 0                       | 0                       | 31    | 0     |
| C. A. Independiente Argentina     | 1.ª           | 2025          | 11    | 0     | 2                | 0                | 6                       | 0                       | 19    | 0     |
| C. A. Independiente Argentina     | Total club    | Total club    | 11    | 0     | 2                | 0                | 6                       | 0                       | 19    | 0     |
| Total carrera                     | Total carrera | Total carrera | 242   | 7     | 31               | 1                | 32                      | 0                       | 305   | 8     |
| 1. 2.                             |               |               |       |       |                  |                  |                         |                         |       |       |